# Bob Hurikán
Josef Peterka, známý pod jménem Bob Hurikán, nebo literárním pseudonymem Bob Peters (21. dubna 1907 Praha – 2. června 1965 Benešov), byl český skaut, cestovatel, tramp, sportovec, spisovatel, publicista, redaktor, partyzán, historik trampingu a trampský písničkář. kromě několika dodnes známých písniček (např. Rikatado) byl autorem řady knih s dobrodružnou, romantickou, detektivní a cestovatelskou tematikou. Pro jeho bouřlivý život se mu neoficiálně přezdívalo český Jack London. Většina jeho literárních prací nepřekročila literární průměr své doby, ale knížka Plamen vzpoury byla oceněna cenou Rodokapsu pro rok 1939. Za nejvýznamnější jeho práci, dokument doby, bývá považována faktografická kniha Dějiny trampingu.

## Životopis

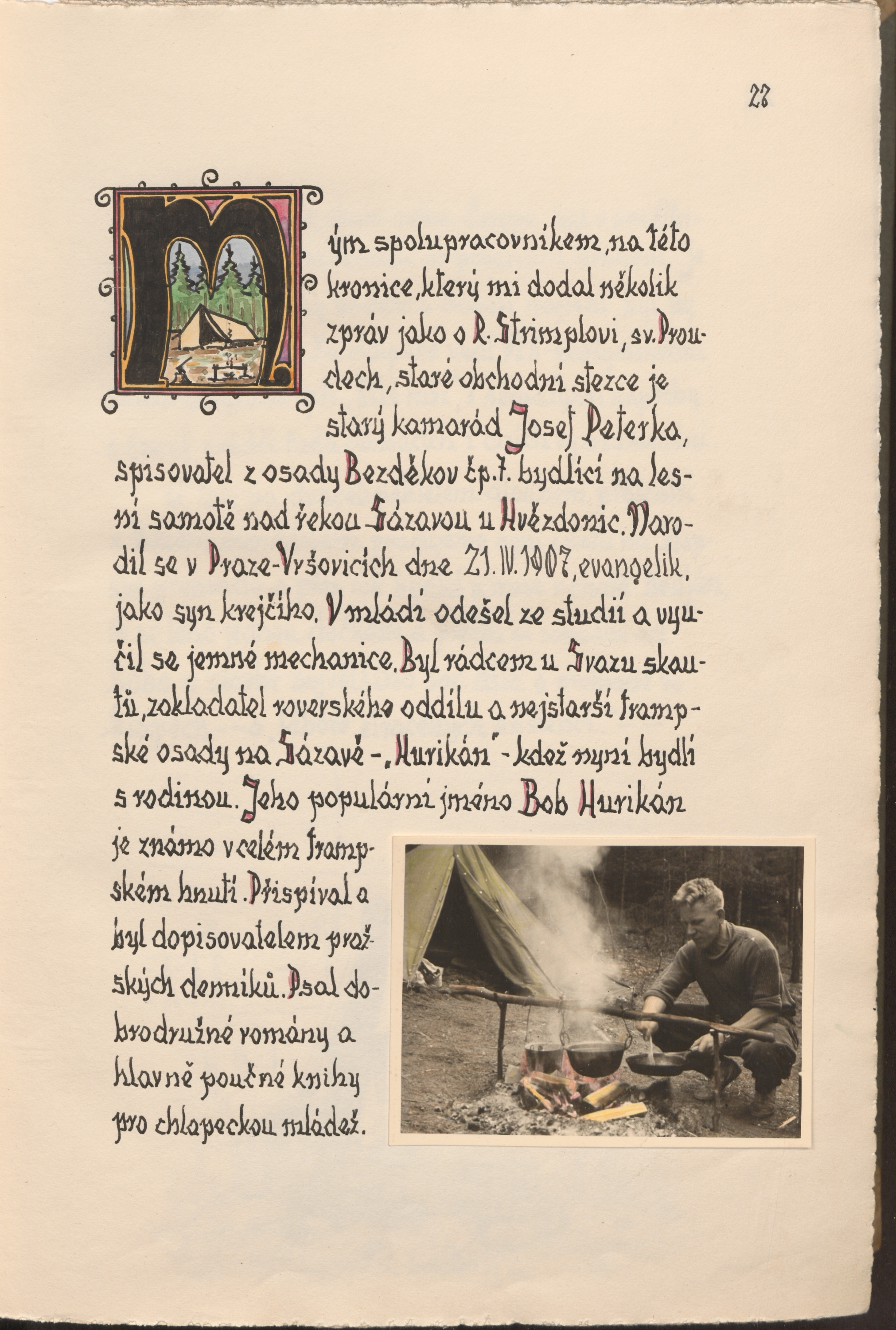
Kronika obce Teletín od Vladimíra Mühlbacha, 70. léta 20. století, medailon Josefa Peterky (Boba Hurikána) (SOkA Benešov)

Narodil se v Praze na Vinohradech v rodině oděvního dělníka Josefa Peterky z Malé Bělé v okrese Mnichovo Hradiště a jeho manželky Marie, rozené Konvalinkové.. Dětství prožil ve Vršovicích. Vyučil se nástrojářem, organizovaným skautem se stal v roce 1916. Ve 20. letech 20. století se stal propagátorem trampingu a pomáhal na Sázavě a na Berounsku zakládat trampské osady.
Hrál na kytaru a zpíval, věnoval se trampskému sportování, přispíval do několika trampských a skautských periodik, psal knihy. V letech 1930 až 1931 podnikl ve dvojici s kamarádem dobrodružnou pouť do Orientu, dostali se až do Bagdádu k MUDr. Vlastě Kálalové, od níž si Peterka dal vytrhnout bolavý zub. Později vykonal i cestu za polární kruh: přes Polsko a Finsko došel až do Laponska. Údajně o cestě napsal knihu, ale nikdy ji nevydal a v pozůstalosti se její rukopis nenašel.
Na přelomu 20. a 30. let 20. století opustil dělnickou profesi a stal se redaktorem v časopisech Tramp, Ahoj na neděli a dalších.
Po druhé světové válce Peterka tvrdil, že organizoval v Brdech partyzánskou odbojovou skupinu s několika sty členů (Brdská partyzánská zimní brigáda), jíž údajně velel. Tuto informaci pamětníci nepotvrdili, teprve výzkum pramenů z posledních let uvádí, že skupina byla monitorována gestapem, že její význam byl pravděpodobně menší, než Hurikán uváděl, nezpochybňují však jasný postoj trampů a Boba Hurikána za německé okupace. Část archivu Partyzánské zimní brigády a její korespondence, která je v držení rodiny, vyšla v knize Tváře osudu v redakci dcery Jany Langové. Podle ní byl v březnu 1945 zatčen Bobův kamarád Bedřich Dvořáček, který kriminál sice přežil, ale na následky jeho útrap zemřel brzy po válce. V dubnu 1945 byl také Bob Hurikán gestapem zatčen, a to na nádraží v Čerčanech, a uvězněn v pankrácké věznici. Osvobozen byl s příchodem sovětských vojáků během osvobození Československa.
V padesátých letech 20. století, kdy byl Peterka zakázaným autorem, se vrátil k původní profesi, mimo jiné pracoval na stavbě Slapské přehrady a podílel se na elektrifikaci českých železnic. 
Zemřel ve věku 58 let na nádor na mozku, v posledních letech oslepl.

## Citát
| „                | Byl dítětem pražských ulic. Dělníkem v továrně. Dřevorubcem. Boxerem. Kytaristou a písničkářem – mnozí z nás dodnes zpívají například o chlapcích z Rikatada, co ženou svoje stáda "k mexické hranici..." Byl také reportérem a spisovatelem. V žilách mu proudila krev tuláka. Svého času ho mnozí označovali coby českého Jacka Londona...Ti, kteří Boba Hurikána ještě pamatují, vzpomínají zejména na jeho bouřlivou, neklidnou, romantickou povahu, vzpomínají také na jeho velkou lásku k přírodě a hlavně k trampingu. | “ |
| — Stanislav Motl | |   |

## Literární dílo

### Sešitové romány
- Rodokaps

Kouzlo hašiše (1936)

Největší případ inspektora Cumminse (1936)

Toronto (1937)

Pobožný střelec (1937)

Průkopníci Arizony (1938)

Návrat pobožného střelce (1939)

Plamen vzpoury (1939)

Ztracená stopa (1940)
- Rozruch

Šest šilinků (1938)

Třetí záloha (1938)

Udavač (1939)
- Večery pod lampou

Snítka rudého vřesu (1940)

Zelení hájové (1941)

Děvče z mezihoří (1941)

Princezna ze mlejna (1942)

Petr Klen (1942)
- P.M. Agentura Express

Toronto - na pokračování v časopise Pacific Expres (1969)

Jezdci z Arizony (=Průkopníci Arizony) (1969)

Pobožný střelec (1969)

Mexiko v plamenech (=Plamen vzpoury) (1970)
- Petrklíč

Mexiko v plamenech (=Plamen vzpoury) (1990)
- Fortuna

Plamen vzpoury (1991)
- Hurricane

Pobožný střelec (1990)

Návrat pobožného střelce (1990)

Toronto (1990)

Kouzlo hašiše (1991) 

Modrý běs pouště (1991)

Největší případ inspektora Cumminse (1991)

Ztracená stopa (1991)

### ostatní
Hoši divočiny (1941, 1991)

Stopař Cassidy (1941)

Dějiny trampingu (1940, 1990)

Trampské zkazky (prvá verze "Dějin trampingu")(1933, 1990)

Zálesák od Zlaté řeky (1939, 2001)

Trampem do Orientu (1932, 1991)

Dějiny trampingu II. - Co vypráví kytara (1948)

## Abecední seznam s detailními informacemi
- Dějiny trampingu / Bob Hurikán

Pozn.: Předchůdcem tohoto titulu byla kniha "Trampské zkazky" (viz)

1. vydání Jaroslav Tožička, Praha, 1940, obálka Zdeněk Burian, il. Pepa Dvořák, Na okraj knihy napsal Josef Vlach, 372 stran

2. vydání (upravené) Novinář, Praha 1990, k vyd. připravil, úvod a závěrečnou pozn. napsal Stanislav Motl, obálka a graf. úprava Václav Svoboda, 253 stran
- Dějiny trampingu II.díl - Co vypráví kytara

(?) Praha 1948
- Děs Wyomingu / Bob Peters

1. vydání Ladislav Janů (edice Knihovna velikých dobrodružství, řada VI. sv. 4), Praha 1939, 160 stran

2. vydání Hurricane, Praha 1991, obálka K. Saudek, 56 stran
- Děvče z mezihoří / Josef Peterka

Večery pod lampou, Tempo, Praha 1941
- Horští chlapci

nevydáno
- Hoši divočiny / Bob Hurikán (Josef Peterka)

podtitul "Dobrodružný román pro mládež z krásného Posázaví"

1. vydání Tempo, Praha 1941, obálka akad. mal. Černý, ilustrace autor, 192 stran

2. vydání Šebek & Pospíšil, Mladá Boleslav 1991, předmluva Leoš a Jana (Langovi), ilustr. Marko Čermák, 128 stran
- Jezdci z Arizony

viz "Průkopníci Arizony"
- Kouzlo hašiše / Bob Hurikán

1. vydání Rodokaps č. 74, Praha 1936

2. vydání Hurricane, Praha 1991, obálka J. Zvolský, 48 stran
- Mexiko v plamenech

viz "Plamen vzpoury"
- Modrý běs pouště / Bob Hurikán

Hurricane, Praha 1991, obálka J. Zvolský, 52 stran
- Návrat pobožného střelce / Bob Peters

1. vydání Rodokaps, IV. ročník, č. 202 (45), Sběratel, Praha 1939

2. vydání Hurricane, Praha 1990, obálka K. Saudek, 59 stran
- Největší případ inspektora Cumminse / Bob Hurikán

1. vydání Rodokaps, ročník II., č. 59 (7), Zdeněk Holfeld, Praha 1936

2. vydání Hurricane, Praha 1991, obálka J. Zvolský, 54 stran
- Petr Klen

Večery pod lampou, sv. 132, Tempo, Praha 1942
- Plamen vzpoury / Bob Peters

1. vydání Rodokaps, V. ročník, č. 232 (23), il. J. Burianek, Sběratel, Praha 1939, román na str. 7-45, celé číslo 52 stran

2. vydání P.M. Agentura Express, Praha 1970, vyšlo pod názvem "Mexiko v plamenech" (autor Bob Hurikán; v této úpravě a pod tímto názvem označeno jako 1. vydání), upravil K. Sehnoutka, obálka a il. M. Kánský, 64 stran

3. vydání Fortuna, Praha 1991, vyšlo jako "Plamen vzpoury" (Bob Hurikán), il. L. Kang, 64 stran

Pozn.: román získal 1. cenu za prózu v nakladatelské soutěži Rodokapsu za rok 1939
- Pobožný střelec / Bob Peters

1. vydání Rodokaps, III. ročník, č. 110 (6), Sběratel, Praha 1937

2. vydání P.M. Agentura Express (románová příloha měsíčníku Pacific Expres), Praha 1969, upravil K. Sehnoutka, předmluva Zbyněk Mácha, obálka K. Saudek, 56 stran

3. vydání Hurricane, obálka K. Saudek, Praha 1990, 56 stran
- Princezna ze mlejna / Josef Peterka

Večery pod lampou, Tempo, Praha 1942
- Průkopníci Arizony / Bob Peters

1. vydání Rodokaps, IV. ročník, č. 187 (30), Sběratel, Praha 1939

2. vydání P.M. Agentura Express (románová příloha měsíčníku Pacific Expres), Praha 1969, vyšlo pod názvem "Jezdci z Arizony" (autor Bob Hurikán; v této úpravě a pod tímto názvem označeno jako 1. vydání), upravil K. Sehnoutka, předmluva Zbyněk Mácha, obálka K. Saudek, 75 stran

3. vydání jako "Jezdci z Arizony" (Bob Hurikán), Petrklíč, obálka J. Hladík, Praha 1990, 77 stran
- Snítka rudého vřesu / Josef Peterka

Večery pod lampou, Tempo, Praha 1940
- Stopař Gassidy / Bob Hurikán (Josef Peterka)

podtitul "Dobrodružný román pro mládež z krásného Posázaví" 

E. Weinfurter, Praha 1941, 205 stran, il. autor
- Stopování / Bob Hurikán

2. (?) vydání A. Seidl (Edice Skautská knihovna, č. 15), Praha 1936, obálku upravil Zdeněk Burian, ilustroval autor, 138 stran
- Šest šilinků (uvedeno jako "6 šilinků") / Bob Hurikán

Rozruch č. 42, Melantrich, Praha 1938, román 38 stran, celé číslo 50 stran
- Texasští střelci

Rodokaps, Praha 19??
- Toronto / Bob Hurikán

1. vydání Rodokaps, II. roč., č. 92 (40), Sběratel, Praha 1937

2. vydání vycházelo na pokračování v časopise Pacific Expres, Praha 1969, upravil K. Sehnoutka, il. na tit. straně J. Peterková, 88 stran

3. vydání (uvedeno jako 2.) Hurricane, Praha 1990, obálka K. Saudek, 57 stran
- Trampem do Orientu / Bob Hurikán

1. vydání Jaroš, b.d., v předmluvě autorovo A.D. 1932, 180 stran

2. vydání Svět v obrazech, Praha 1991, 119 stran
- Trampská fašírka (Upravil Bob Hurikán)

Jaroš, Žižkov, b.d., 96 stran
- Trampské zkazky / Bob Hurikán

Pozn.: předchůdce pozdější knihy "Dějiny trampingu"

1. vydání jako "Trampské zkazky - Naše dějiny", Práce intelektu, Praha 1933, upravil Jindra Kremlička, obálka akad. malíř Štika, 131 stran

2. vydání Fortuna, Praha 1990, 128 stran, 2000 výtisků
- Třetí záloha / Bob Hurikán

Rozruch č. 22, Melantrich, Praha 1938, anonymní il., román 42 stran, celé číslo 50 stran
- Udavač / Bob Hurikán

Rozruch č. 76, Melantrich, Praha 1939, il. Perman, román 39 stran, celé číslo 50 stran i s obálkou
- Zálesák od Zlaté řeky / Bob Hurikán (Josef Peterka)

podtitul "Dobrodružný román pro mládež z krásného Posázaví" 

1. vydání E. Weinfurter, Praha 1939, il. R. Komínek, 171 stran

2. vydání Riopress, Praha 2001, 174 stran
- Zelení hájové / Josef Peterka

Večery pod lampou, Tempo, Praha 1941
- Ztracená stopa / Bob Peters

1. vydání Rodokaps, Praha 1940

2. vydání Hurricane, Praha 1991, obálka K. Saudek, 51 stran

3. vydání Cesty (Edice Českomoravský Rozruch, Knihovna velkých dobrodružství, sv. 5), Praha 1993, 123 stran
- Tajomstvo zomierajúceho / Bob Peters

preložil z češtiny František Zima; vl. nákl. vydal autor překladu, Bratislava 1947, 47 stran

## Hudební autorství
MC Vzpomínka na Boba Hurikána a jeho Rikatado / autor textu i hudby: Peterka Josef (Bob Hurikán) 

MultiSonic Praha 1997, 1 zvuková deska (39:01) 

Obsahuje (název skladby / interpret):
- Rikatado / K.T.O.
- V Good hope osadě (Karel Vágner, Bob Hurikán) / Úsvit-TC Praha
- Poplujeme spolu (osadní znělka) / Zlatý orel
- Hvězdička na nebíčku / Duo Durando
- Muška / osada Desperado
- Hořící prérie / Žraloci z Chocerad
- Zelený lučištník / Jaroslav Velinský (Kapitán Kid)
- Kabaleři, západ hoří / KTO
- Večer slunko zapadá / Karolina a Tomáš Perglovi
- Vinobraní na Perkutově / Zlatý orel
- Jednou nashledanou / Duo Durango
- Starý šerif / Zlatý orel
- Byl jsem to já / Stanislav Chmelík, Tomáš Pergl, Ivan Černý

MC Písničky osady Hurikán / autor Bob Hurikán 

Panton, Praha 1993, 1 zvuková kazeta (38:46); analog, stereo; hrají a zpívají: Knírači, Duo Náhoda, Zlatý orel; Vzpomínku na tramping a Boba Hurikána napsal Kapitán Kid

Obsahuje písně:

- Rikatádo
- Bó děvče divočiny
- Hvězdička na nebíčku
- Marry
- Starý šerif
- Jednou nashledanou
- Poplujeme spolu
- Zelený Lučištník
- Hořící prérie
- Vinobraní na Perkutově
- Večer slunko zapadá
- Kabaléři západ hoří

Dále složil (nepotvrzeno)

- Jede cowboy tichou stepí – hudba Lionel Newman a A. Quenzer; text nenapsal B. Hurikán, autorem textu je František Kudrna
- Já přijdu za tebou – nenapsal B. Hurikán, hudbu i text složil JUDr. Vladimír Fořt – Eddy
- Pampa	– nenapsal B. Hurikán, hudbu i text složil Mirek Fiala – Barevnej
- Sedm dostavníků – nenapsal B. Hurikán, autorkou textu je Jiřina Fikejzová

Vydáno tiskem 

- Rikatado (fox)

Nakladatel E.J.Rosendorf; Praha, b.d.
- Starý šerif (slowfox)

in: Trampská romance 5, Písničky do kapsy 40, str. 14-15, Panton, Praha 1968 (3. vydání 1981)
- Večer slunko zapadá (foxtrot)

in: Trampská romance 3, Písničky do kapsy 31, str. 24-25, Panton, Praha 1967
- nejznámější a nejúspěšnější cover písně Rikatádo hrají: Waldemar Matuška, Jan Nedvěd a v kombinaci kytary, zpěvu a ohně cover od známého kytaristy Špádo.

## Sekundární zdroje
- Janáček, Pavel: Bob Hurikán a K. H. Mácha : Operace vyloučení - bod zlomu

Klub přátel Tvaru, Praha 1996, 32 s
- Janáček Pavel, Jareš Michal: Svět rodokapsu Komentovaný soupis sešitových románových edic 30. a 40. let 20. století

Karolinum, Praha 2003, brož, 449 stran, 16 stran obr. příl.; ISBN 80-246-0640-2; EAN 9788024606408
Příručka Svět rodokapsu bibliograficky objevuje 2028 svazků, jež v letech 1935–51 vyšly ve všech tehdy existujících 13 česky psaných sešitových románových edicích. Románová periodika byla u nás mediální inovací (z dnešního pohledu čímsi jako komerční televizí) 30. let. Navazovala na podobné podniky americké a západoevropské. Sešitové edice tvořily průsečík české populární kultury, kromě literatury zasahovaly do oblasti filmu, divadla, výtvarné kultury, zrcadlily obecně společenské a politické proměny.Příručka otevírá sešitové edice jako pramenný materiál pro odborné zájemce o dějiny české populární kultury, srovnávací kulturní studia, dějiny každodennosti a mentalit, literární historiografii, historiky filmu, vizuální kultury. Východiskem příručky je kompletní soupis románů ze sešitových edic a výběrová excerpce jejich publicistických rubrik. Polovinu rozsahu publikace tvoří úvodní studie a slovníkový rejstřík více než 500 spolupracovníků a přispěvatelů edic.